# Ana Silvia Garza
Ana Silvia Garza Alardin (Monterrey, Nuevo León, México; 25 de diciembre de 1951) es una actriz mexicana.

## Carrera
Ana Silvia Garza comenzó a actuar en 1979 con la película Cualquier cosa, y ese mismo año actuó en la película La guerra de los pasteles y en la telenovela Elisa. Trabajó en la novela Alcanzar una estrella, donde interpreta a la madre de la protagonista, Mariana Garza, quien es su hija en la vida real.

## Familia
Es hija del periodista Ramiro Garza y de la poetisa Carmen Alardin. Hermana del actor Jaime Garza. Se casó con Juan Salinas, del cual se divorció en 1974. Tuvieron dos hijos: Mariana (actriz y cantante) y Sebastián (actor y editor).

## Filmografía

### Cine
- El espejo del vestíbulo (2002) - Mujer
- La gran comedia (1988) - Silvia
- Novia, esposa y amante (1981)
- La guerra de los pasteles (1979)
- Cualquier cosa (1979)

### Telenovelas
- Amar a muerte (2018-2019) - Perla "Perlita
- Las malcriadas (2017-2018) - Cruz Palacios
- La loba (2010) - Zule
- Machos (2005) - Clemencia
- Al norte del corazón (1997) - Trinidad
- A flor de piel (1994) - Margarita / Daisy
- Alcanzar una estrella (1990) - Norma Gaitán
- Ángeles blancos (1990)
- Dos vidas (1988)
- Quinceañera (1987-1988) - Sofía
- Marionetas (1986) - Magdalena Santacruz
- Guadalupe (1984) - Teresa Pereyra
- Vanessa (1982) - Elsa
- Lo que el cielo no perdona (1982) - Bárbara
- Soledad (1980-1981) - Meche
- No temas al amor (1980) - Martha
- Caminemos (1980) - Gloria
- Elisa (1979)

### Series de televisión
- Esta historia me suena (2023)
- Mujeres asesinas (2022) Doña Flor (Episodio: "La Insomne")
- Luis Miguel la serie (2018) Maestra de Luis Miguel
- Un día cualquiera (2016)
- A cada quien su santo (2009)
- Cambio de vida (1 episodio: "Cuestión de enfoques", 2007)
- Lo que callamos las mujeres - Luisa (2 episodios, 2001-2002)
- Plaza Sésamo - Sandra (1983)

## Premios y nominaciones

### Premios TVyNovelas
| Año  | Categoría     | Telenovela | Resultado |
| ---- | ------------- | ---------- | --------- |
| 1983 | Mejor villana | Vanessa    | Nominada  |

- Datos: Q5674079